# Angleški brak
Angleški brak (ang. Beagle) je zelo priljubljena pasma, ki je nastala s križanjem zajčarja in drugih lovskih pasem v Angliji. Včasih so to pasmo redili izključno za lovske namene, danes pa ima predvsem vlogo družinskega psa.

## Zgodovina
Beaglom podobne pse je bilo moč najti že v antični Grčiji in kasneje pri Rimljanih, v 14. stoletju pa so se v Angliji prvič pojavili v takšni obliki,  kot jih poznamo danes. V tistih časih so jih uporabljali predvsem za lov na zajce, ki je bil takrat izjemno popularen šport. Njihovo ime "Beagle" pravzaprav izhaja iz francoskega "begueule", kar pomeni nekaj takega kot "zevajoče grlo" ponazarja pa njihov značilni grleni glas, ki ga ustvarjajo pri gonjenju divjadi oziroma ko se zbirajo pred pogonom. V 18. stoletju so poznali beagle v več velikostih, najbolj priljubljeni so bili najmanjši , ki so bili veliki okoli 20 cm. Ti so bili znani po tem, da so jim na lovu lahko sledile tudi dame in starejši, saj so počasi sledili sledi. V naslednjem stoletju pa so beagli od lovskih psov prešli na razstavne pse in domače ljubljenčke. Dandanes so med desetimi najbolj priljubljenimi pasmami na svetu. 

## Videz
Spadajo med srednje velike sledne pse in so najmanjši med goniči. Ima kratko in zelo gosto dlako, mehke in dolge uhlje ter srednje močan dolg rep, ki je na konici vedno bel. Njegovo telo je močno in skladno. So nizki in imajo kratke noge, zato da se jim med sledenjem ni potrebno ustavljati, da dosežejo vonjave s tal. V smrčku imajo kar 220 milijonov receptorjev za vonj. Tudi velika viseča ušesa jim pomagajo zbrati vonjave okoli smrčka. Znani pa so tudi po svojem posebnem oglašanju. Sposobni so lajanja, tuljenja in posebnih grlenih zvokov, ki jih oddajajo, ko so na sledi ali se zbirajo pred lovom. Lahko so trobarvni – rjavo-belo-črni, ali dvobarvni – rjavo-beli, prepovedana pa je jetrna barva in konica repa mora biti bela.

## Zdravstvene težave
Beagle je na splošno precej zdrava in odporna pasma, ki sicer lahko prehaja skozi obdobja bolezni, vendar običajno okreva precej hitro. Vseeno pa se pri tej pasmi pojavljajo sledeče zdravstvene težave: displazija kolkov, ahondroplazija, težave s hrbtenico, epilepsija, anomalija oči, ki lahko povzroči slepoto, vendar ni progresivna bolezen ter bolezni srca.
Zaradi dejstva, da je zelo zdrava pasma, ga pogosto uporabljajo za poskuse v farmacevtske namene.

## Pojavnost v kulturi
Zaradi prikupnega videza in živahnega karakterja se angleški braki pogosto pojavljajo v popularni kulturi. 

### Stripovski junak Snoopy
Stripovski junak Snoopy velja za najbolj znanega beagla na svetu. Prvič se je v stripu Peanuts (Oreščki) pojavil 4. oktobra 1950. Avtor Charles M. Schulz je navdih našel pri svojemu hišnemu ljubljenčku z otroštva Spikeu.Leta 2015 je ta stripovski junak praznoval 65. obletnico.  